# طواف سان سيباستيان 2010
طواف سان سيباستيان 2010 هو أحد سباقات طواف العالم للدراجات 2010 أقيم بتاريخ 31 يوليو 2010، تكون السباق من مرحلة واحدة وامتدّ لمسافة 234 كم، استغرق السباق 5 ساعة 47 دقيقة 13 ثانية. فاز به الإسباني لويس ليون سانشيز وحلّ ثانيا الكازاخستاني أليكساندر فينوكوروف بينما حصل على المركز الثالث الإسباني كارلوس ساستري.

## الترتيب
| م                     | الدرّاج              | البلد     | الزمن                    |
| --------------------- | ------------------- | --------- | ------------------------ |
| الفائز بالترتيب العام | لويس ليون سانشيز    | إسبانيا   | 5 ساعة 47 دقيقة 13 ثانية |
| الثاني                | أليكساندر فينوكوروف | كازاخستان |                          |
| الثالث                | كارلوس ساستري       | إسبانيا   |                          |